# Trisetum alpestre
Trisetum alpestre là một loài thực vật có hoa trong họ Hòa thảo. Loài này được (Host) P.Beauv. miêu tả khoa học đầu tiên năm 1812.